# Генріх Шюлер
Генріх Шюлер (нім. Heinrich Schüler; 17 грудня 1903, Позен — 12 січня 1945, Позен) — німецький офіцер, оберст резерву вермахту. Кавалер Лицарського хреста Залізного хреста з дубовим листям.

## Біографія
В 1924 році вступив добровольцем в рейхсвер. В 1936 році вийшов у відставку, працював чиновником Імперської пошти. В серпні 1939 року призваний на службу. В 1940 році направлений у 298-му піхотну дивізію, командував 6-ою ротою 525-го піхотного полку. Учасник Французької кампанії та Німецько-радянської війни. З літа 1942 року — командир 2-го батальйону свого полку. Відзначився у боях на Дону та Дінці. 30 липня 1944 року призначений командиром 130-го гренадерського полку. Загинув у бою.

## Нагороди
- Залізний хрест
  - 2-го класу (22 грудня 1939)
  - 1-го класу (25 червня 1941)
- Штурмовий піхотний знак в сріблі
- Німецький хрест в золоті (28 лютого 1942)
- Медаль «За зимову кампанію на Сході 1941/42» (1 вересня 1942)
- Лицарський хрест Залізного хреста з дубовим листям
  - лицарський хрест (18 вересня 1942)
  - дубове листя (№ 218; 2 квітня 1943)
- Нагрудний знак «За поранення» в сріблі